# 1956년 하계 올림픽 스페인 선수단
스페인은 1956년 11월 22일부터 12월 8일까지 오스트레일리아 멜버른에서 열린 제16회 하계 올림픽에 참가했다.

## 종목별 성적

### 남자
트랙 & 도로 경기
| 선수 | 세부 종목 | 1차 예선 | 1차 예선 | 2차 예선 | 2차 예선 | 준결선 | 준결선 | 결선 | 결선 |
| 선수 | 세부 종목 | 기록     | 순위     | 기록     | 순위     | 기록   | 순위   | 기록 | 순위 |